# 頂上決戦 最強ファイターズ SNK VS. CAPCOM
『頂上決戦 最強ファイターズ SNK VS. CAPCOM』（ちょうじょうけっせん さいきょうファイターズ エス・エヌ・ケイ バーサス カプコン / 英：SNK VS CAPCOM THE MATCH OF THE MILLENNIUM〈ザ・マッチオブザミレニアム〉）は1999年12月22日にSNKがネオジオポケット（カラー専用）で発売した2D対戦型格闘ゲーム。2021年2月18日にはNintendo Switch版が発売された。

## 概要
SNKとカプコンのクロスライセンス契約による『SNK VS. CAPCOM』シリーズの第2弾ソフト（カプコン側製作の『CAPCOM VS. SNK』シリーズを含めた通算においても第2弾である）。
SNKからは『ザ・キング・オブ・ファイターズ』『餓狼伝説』『龍虎の拳』『サムライスピリッツ』『月華の剣士』、カプコンからは『ストリートファイター』シリーズや『ヴァンパイア』のキャラクターが登場し、他のネオジオポケットで発売された格闘ゲーム同様、デフォルメされたキャラクターが対決する。
操作は1レバー+2ボタンで、ボタンの押す長さによって攻撃の強弱が決まる。

## バトルスタイル
プレイヤーはキャラクター選択前に3つのスタイルを選択でき、それぞれで両メーカーの代表的な固有のシステムを使用することができる。
アベレージスタイル
攻撃などの行動によって徐々にゲージが溜まっていき、一定量溜まるとこれを消費して超必殺技を発動できる。溜り具合によってレベルがLv1とLv2の2段階に分かれ、Lv2の時に超必殺技を発動するとLv1の時に発動した時より強力な超必殺技になり、またLv2専用の超必殺技も発動することができる。『ストリートファイターZERO3』のZ-ISMに近いが、超必殺技のレベルの使い分けができず、Lv2の時にLv1の超必殺技を発動することはできない。
カウンタースタイル
こちらではゲージが攻撃で溜まることがない代わりに、「ゲージ溜め」を行って任意にゲージを溜めることができる。上限まで溜まる（パワーMAX状態）と一定時間攻撃力が上がる他、ゲージを全て消費してLv1超必殺技を使用することができる。また、体力が一定値以下になると常時Lv1超必殺技が使えるようになり、両方の条件を満たすとLv2超必殺技を使用することができる。また、相手の攻撃をかわす「攻撃避け」が使用できる。『ザ・キング・オブ・ファイターズ'98』のエキストラモードに近い。
ラッシュスタイル
『ヴァンパイア』シリーズに登場した「チェーンコンボ」が使用できる。ただし、本作では攻撃の強弱がボタンの押す長さで決定するため、操作感覚は異なる。ゲージは見た目は『ザ・キング・オブ・ファイターズ'98』のアドバンストモードに似ており、攻撃などの行動で溜まっていくが、パワーMAX発動ができないため超必殺技はLv1しか使用できない。

## トーナメントモード
ベガとギースが共同で開催した闇の格闘大会を勝ち抜いていく、いわゆるストーリーモード。対戦形式を以下の3種類から選べるという特徴がある。
シングル
通常の1対1の対戦。基本は2本先取の3本勝負だが対戦ラウンド数はコンフィグで変更が可能。
タッグ
2対2のタッグ戦で、カプコンの『X-MEN VS. STREET FIGHTER』などのVS.マーヴルシリーズのように随時戦闘メンバーの交代が可能。ラウンド制ではなく、チームメンバー両方を倒した時点で決着となる。なお、本作は『KOF』シリーズのように対戦の決着時には勝利ポーズをとらないまま勝利セリフ画面に移行するため、このモードでは（決着がタイムアップの時や親衛隊戦を除き）勝利ポーズを一切見ることができない。
1人のみでエントリーすることも可能で、この時は相手側のみタッグ戦のシステムとなる。
チーム
3対3のチーム戦で、『KOF』シリーズ同様の勝ち抜き戦形式。
1人または2人のみでエントリーすることも可能で、この場合はプレイヤー側の人数が少なくなる以外はチーム戦のシステムのままとなる。
全てのモードで1〜4回戦→ライバルキャラクター→決勝戦→親衛隊→ベガ・ギースタッグ→ラストバトルという順番でゲームが進行する。親衛隊戦は強制的に相手が3人となり、シングルやタッグでも強制的にチームモードのシステムでの勝負に移行するため、プレイヤー側は不利となる。また、シングル、タッグ、チームのどのモードでもギースとベガがボスキャラクターとして「ベガ・ギースタッグ」という名で2人組で登場し、シングルモードの場合はその時だけ強引にタッグモードのシステムでの戦闘になり、1人のキャラクターでボス2人を倒さねばならないという通常より過酷な条件の戦闘になる。逆にチームモードの場合はベガ・ギースタッグ側が通常よりメンバーが少ないままチームモードのシステムで戦うことになるので、人数的にはプレイヤー側が有利である。ラストバトルの敵は1人のみで、人数に関係なく最初に選んだシングル、タッグ、チームそれぞれのシステムが適用される。
キャラクター選択画面で1人目に選んだキャラクターがリーダーとなり、各種デモやエンディングは全てリーダー基準のものになる。各リーダーキャラクターに設定されているライバルキャラクター戦は強制的に1対1の一本勝負で、ここで負けてもゲームは進行するが、ラストバトルまで進むことはできない。なお真のボスキャラクターを倒すとタッグ・チームの場合はリーダーキャラクターのエンディングになるが、その時パートナーがそのキャラクターと関連の深い人物（例：覇王丸＆ナコルル、京＆庵、リュウ＆さくら、ベガ＆ガイル）だと、メッセージが専用のメッセージへと変化する。

## オリンピックモード
本作には通常のゲームプレイの他に、SNKおよびカプコンのキャラクターが登場するゲームにより"VSポイント"を集めることが目的のオリンピックモードがある。
モードに入る際に、SNKとカプコンのどちらのチームに参加するかを選ぶ。それにより選択できる種目が異なる。
また、チームごとに案内役を務める「マネージャー」が登場する。SNKではリムルル、カプコンでは神月かりんが担当。
共通の種目
サバイバル
CPUキャラクター100人との連戦を行うモード。一人倒すごとに体力が若干回復する。
タイムアタック
10人を倒した時間を競う。
ファーストブラスト
CPU10人との勝負。両者とも一撃当てればKOという状態からスタートで、倒せた人数およびトータルタイムを競う。

SNK側の種目
ターゲット9
『メタルスラッグ』のマルコ・ロッシ（隠し要素でフィオ・ジェルミも使用可能）を操作し3マス×3マスのフィールドに現れるマーズピープルのUFOと撃ち合う一種のファーストパーソン・シューティングゲーム。
ブレードアーツ
『サムライスピリッツ』の柳生十兵衛を操り、画面に次々現れる藁束100本を斬る。一見すると反射神経が頼りのゲームに見えるが、藁束の出現はランダムではなく数種類のパターンに決まっているので実はいわゆる「憶えゲー」であるとされる。

CAPCOM側の種目
ゴーストトリック
『魔界村』の主人公アーサーを操作し、4つの足場を隙間から飛び出して来るレッドアリーマーを避けつつジャンプで渡り、金貨の袋や宝箱を集めるゲーム。
キャットウォーク
使用キャラクターとしても登場しているフェリシアを操作しての『ダンスダンスレボリューション』タイプのリズムゲーム。
これらのミニゲームの成績は、種目ごとに応じた比率で"VSポイント"としても算出され、このポイントを使うことで各キャラクターに新しい必殺技を覚えさせたり、後述するリンク機能で『カプコン バーサス エス・エヌ・ケイ ミレニアムファイト 2000』に送信することができる。

## 周辺作品とのリンク
本作の隠しキャラクターはゲームクリア時に特定の条件で決まる枚数分隠しキャラクターのパネルがめくられることにより出現するが、その他に『SNK VS. CAPCOM 激突カードファイターズ』のデータを送ることでも、送られたデータにおけるカード収集率に応じて出現する。また、この際に収集率から"VSポイント"が算出され加算される。
また、ドリームキャスト用ソフト『THE KING OF FIGHTERS DREAM MATCH 1999』からキャラクター別のデータを送ることでもVSポイントを獲得できる。この際は送られてきたキャラクターと本ソフトで受け取るキャラクターの相性により、獲得できるポイントが変動する。また、本ソフトの戦績データを『THE KING OF FIGHTERS DREAM MATCH 1999』に送ることで同作のCGギャラリーを閲覧できるようにすることも可能。
これらや先述のオリンピックモードで獲得した"VSポイント"はドリームキャスト版の『カプコン バーサス エス・エヌ・ケイ ミレニアムファイト 2000』に送信し、同作で隠し要素を購入するために使用することができる。

## 登場キャラクター
各キャラクターにはライバルキャラクターが設定されており、決勝前のライバル戦やエンディングで絡むことになる。京VSリュウ、舞VS春麗など両陣営の看板キャラクター対決から、アテナVSさくらの女子高生対決、ユリVSバレッタの二重人格対決など、戦闘前には専用の掛け合いが行われる。なお、ライバルキャラクターでなくとも、自分と共通するキャラクターにも専用の掛け合いが用意されている（京VSケン、ユリVSダンなど）。

### SNK側
- 草薙京
- 八神庵
- テリー・ボガード
- 不知火舞
- リョウ・サカザキ
- 覇王丸
- ナコルル - 色替えキャラクターにする（Aボタン長押しで決定する）と紫ナコルルになる。バストアップでの表情と勝利台詞が変わるが、連れている動物（どちらでもママハハを連れている）・性能や対戦開始前・勝利ポーズ・トーナメントモードのデモの台詞は変わらない。
- 麻宮アテナ
- レオナ
- ユリ・サカザキ - 隠しキャラクター。
- 一条あかり - 隠しキャラクター。唯一『月華の剣士』より出演している。
- ギース・ハワード - 隠しキャラクターであり、ボスキャラクター。
- ツキノヨルオロチノチニクルフイオリ - 隠しキャラクターであり、真ボスキャラクター。力が暴走した八神庵。

### カプコン側
- リュウ
- ケン
- 春麗
- ガイル
- ザンギエフ
- ダン
- 春日野さくら
- モリガン
- フェリシア
- 豪鬼 - 隠しキャラクター。
- バレッタ - 隠しキャラクター。
- ベガ - 隠しキャラクターであり、ボスキャラクター。
- 殺意の波動に目覚めたリュウ - 隠しキャラクターであり、真ボスキャラクター。力が暴走したリュウ。

### ライバルキャラクター
| SNK側                              | CAPCOM側                   |
| ---------------------------------- | -------------------------- |
| 草薙京                             | リュウ                     |
| テリー・ボガード                   | ケン                       |
| 不知火舞                           | 春麗                       |
| リョウ・サカザキ                   | ダン                       |
| 覇王丸                             | ザンギエフ                 |
| ナコルル                           | モリガン                   |
| 八神庵                             | 豪鬼                       |
| 麻宮アテナ                         | 春日野さくら               |
| レオナ                             | ガイル                     |
| ユリ・サカザキ                     | バレッタ                   |
| 一条あかり                         | フェリシア                 |
| ギース・ハワード                   | ベガ                       |
| ツキノヨルオロチノチニクルフイオリ | 殺意の波動に目覚めたリュウ |

### その他のキャラクター
上記の参戦キャラクター以外にも、先述のオリンピックモードで一部のキャラクターが登場するほか、ストーリーデモの演出でビリー・カーンとバルログが登場している。

## 豆知識
モノクロ版の本体に挿して起動するとカラー専用ソフトである旨のメッセージが表示されるが、このメッセージを表示させることで通常はクリア回数が100回を超えなければ出現しないデモ閲覧モードがその後1回のクリアで出現する。
ネオジオポケット本体の言語設定を「英語」に変更すると、「豪鬼」→「AKUMA」、「バレッタ」→「B.B.HOOD」、「ベガ」→「M.BISON」、「バルログ」→「VEGA」（ストーリーデモで登場）と、原作での日本版以外での名前に変更されるが、「ナッシュ」（ガイルのストーリーデモで名前のみ登場）は「NASH」と、日本版表記のままになっている（原作では日本国外におけるナッシュの名前は「Charlie」）。
公式イラストは北千里が担当。

## 関連商品

### CD（サウンドトラック）
『頂上決戦 最強ファイターズ SNK VS CAPCOM』 （サイトロン・デジタルコンテンツ）
2000年1月21日　B00005G6A7
演奏：SNK新世界楽曲雑技団